# Neckargau
El Neckargau és una regió històrica d'Alemanya al ducat de Suàbia al nord del modern estat de Baden-Württemberg. Agafa el seu nom del riu Neckar.
De vers 650 a 750 fou dominada pel llinatge merovingi dels Pleonungen (als quals es remunta probablement el nom Plieningen) o Hatten. Del 1050 a 1077 era comte Eberhard VI de Nellenburg el Beatífic que governava també com a comte al Zürichgau.